# 海陽町立海陽中学校
海陽町立海陽中学校（かいようちょうりつ かいようちゅうがっこう）は、徳島県海部郡海陽町大里字松原にある公立中学校。

## 基礎データ
全校生徒数
- 197人[1]

## 沿革
- 2011年（平成23年）4月1日 - 海陽町立海南中学校と海陽町立海部中学校が統合し海南中学校に設立。

## 校訓
- 自律
- 創造

## 交通
最寄駅
- JR牟岐線・阿佐海岸鉄道阿佐東線 阿波海南駅

## 通学区域が隣接している学校
- 海陽町立宍喰中学校
- 高知県馬路村立魚梁瀬小中学校
- 那賀町立木頭中学校
- 那賀町立相生中学校
- 美波町立日和佐中学校
- 牟岐町立牟岐中学校

## 出身著名人
- 森唯斗

- 西田優大 - プロバスケットボール選手。